# فرودگاه میلفورد ساند
فرودگاه میلفورد ساند (به انگلیسی: Milford Sound Airport) یک فرودگاه همگانی با کد یاتا MFN است . این فرودگاه در شهر تنگه میلفورد کشور نیوزلند قرار دارد و در ارتفاع ۳ متری از سطح دریا واقع شده‌است.